# Черноморски влакнооптичен кабел
Черноморският влакнооптичен кабел (на английски: Black Sea Fiber-Optic Cable System BSFOCS) е подводна телекомуникационна кабелна система с дължина 1300 км, която свързва три от държавите от черноморския басейн.
Свързва следните градове:
- Варна, България
- Одеса, Украйна
- Новоросийск, Русия